# Republika marzeń
Republika marzeń – szósty album studyjny grupy Republika, nagrany w studiu Hendrix w Lublinie, wydany w 1995 roku przez Pomaton EMI.
Realizacja nagrań: Paweł Skura. Mastering: Grzegorz Piwkowski. Aranżacja i produkcja: Grzegorz Ciechowski. Słowa: Grzegorz Ciechowski. Muzyka: G. Ciechowski (2, 7, 8, 11); G. Ciechowski & L. Biolik (4, 6, 9, 10); G. Ciechowski & Z. Krzywański (1, 3, 5, 12).

## Lista utworów
1. „Republika marzeń” (muz. G. Ciechowski, Z. Krzywański sł. G. Ciechowski) – 3:40
2. „Trzeba uśpić psa” (muz. i sł. G. Ciechowski) – 4:32
3. „Dar dla pana B.” (muz. G. Ciechowski, Z. Krzywański sł. G. Ciechowski) – 3:31
4. „Józef K.” (muz. G. Ciechowski, L. Biolik sł. G. Ciechowski) – 3:18
5. „W końcu” (muz. G. Ciechowski, Z. Krzywański sł. G. Ciechowski) – 4:39
6. „Jestem poławiaczem pereł” (muz. G. Ciechowski, L. Biolik sł. G. Ciechowski) – 3:38
7. „Zapytaj mnie czy cię kocham” (muz. i sł. G. Ciechowski) – 3:48
8. „Celibat” (muz. i sł. G. Ciechowski) – 4:46
9. „Mantra ma” (muz. G. Ciechowski, L. Biolik sł. G. Ciechowski) – 3:52
10. „Rak miłości” (muz. G. Ciechowski, L. Biolik sł. G. Ciechowski) – 4:42
11. „Synonimy” (muz. i sł. G. Ciechowski) – 3:33
12. „Jej brzuch” (muz. G. Ciechowski, Z. Krzywański sł. G. Ciechowski) – 1:18

bonusy Pomaton EMI (CD 2003), Reedycja 2011 Kompania Muzyczna Pomaton, EMI Music Poland (CD 2011)
1. „Obejmij Mnie, Czeczenio” (muz. G. Ciechowski, L. Biolik sł. G. Ciechowski) – 2:59
2. „Obejmij Mnie, Czeczenio (wersja instrumentalna)” (muz. G. Ciechowski, L. Biolik sł. G. Ciechowski) – 2:59
3. „Republika Marzeń (wersja singlowa)” (muz. G. Ciechowski, Z. Krzywański, sł. G. Ciechowski) – 3:38
4. „Zapytaj Mnie Czy Cię Kocham (dance floor mix)” (muz. i sł. G. Ciechowski) – 4:59

## Twórcy
- Grzegorz Ciechowski – wokal, fortepian, pianino Rhodes, organy Hammonda, inne instrumenty klawiszowe, flet, słowa, kompozycje
- Zbigniew Krzywański – gitara elektryczna, gitara akustyczna, harmonijka ustna, wokal wspierający, kompozycje
- Leszek Biolik – gitara basowa, kompozycje
- Sławomir Ciesielski – perkusja, wokal wspierający